# Jan Szeja
Jan Szeja (ur. 25 września 1949 w Katowicach) – polski hokeista, Reprezentant Polski.

## Kariera sportowa
Był zawodnikiem Górnika Jastrzębie, Naprzodu Janów (1968-1980), austriackiej drużyny Vorwärts Steyr (1981-1983), ponownie Naprzodu Janów (1983-1987) oraz niemieckiej drużyny EV Lindau (1987-1992).
Z Naprzodem zdobył mistrzostwo (1968) i wicemistrzostwo (1969) Polski juniorów, trzykrotnie wicemistrzostwo Polski seniorów (1971, 1973, 1977), czterokrotnie brązowy medal mistrzostw Polski seniorów (1972, 1974, 1976, 1978) oraz Puchar Polski w 1969. W barwach EV Lindau został w 1990 królem strzelców Regionalligi.
W barwach reprezentacji Polski seniorów wystąpił w latach 1970-1979 w 64 spotkaniach oficjalnych, strzelając 19 bramek, a także w 24 meczach przeciwko drużynom "B" i młodzieżowym, strzelając 8 bramek. Czterokrotnie uczestniczył w turniejach mistrzostw świata. W 1973 zajął z drużyną 5. miejsce, strzelił 3 bramki, w tym dwa gole w meczu przeciw RFN (w 43 min. bramka na prowadzenie 2:1 oraz w 60 min. na 4:1, decydującym o utrzymaniu się Polski w Grupie A. W 1974 i 1975 zajmował z drużyną również 5. miejsce, w każdym z tych turniejów zdobył po 1 bramce. W 1979 zajął z drużyną 8. miejsce, co spowodowało spadek do grupy "B". Na tym turnieju strzelił 2 bramki. 
W 1979 zdobył brązowy medal Spartakiady Armii Zaprzyjaźnionych. 
Z zawodu był górnikiem, po zakończeniu kariery zawodniczej zamieszkał w Lindau, pracował jako trener.